# Parazoa
Parazoa är ett underrike inom djuren, som idag endast innehåller stammen svampdjur (Porifera). Det är omtvistat huruvida det är ett eget underrike eller en division inom flercelliga djur. I det senare fallet kan även stammen Placozoa, som endast består av den svårklassificerade arten Trichoplax adhaerens, inkluderas.
Det finns idag cirka 5 000 arter i underriket, varav ungefär 150 i sötvatten.